# Särö
Särö è un'area urbana della Svezia situata nel comune di Kungsbacka, contea di Halland.
La popolazione rilevata nel censimento 2010 era di 3 165 abitanti .